# Jolande Gerardine Spangenberg
Jolande Gerardine Spangenberg (Amsterdam, 18 mei 1924 – Amstelveen, 30 december 2017) was een Nederlandse verzetsstrijder.

## Levensloop
Jolande Gerardine Spangenberg was een dochter van Johan Christian Spangenberg, accountant van beroep en Ida Elisabeth Alida Kramer. Ze groeide op in Amsterdam in een gezin met vijf kinderen, van wie zij de oudste was. In april 1946 werd haar verloving bekend gemaakt en op 13 mei 1947 trouwde Jolande Spangenberg met Robert Willem Hollenkamp

## Tweede Wereldoorlog
Vanaf D-Day (6 juni 1944) besloot Jolande Gerardine Spangenberg om samen met haar latere echtgenoot Robert Willem Hollenkamp nieuwsoverzichten uit te geven. Eerst verschenen twee maal in de week nieuwsoverzichten getiteld Het Nieuwsblad. Dit blad was langzaamaan te bekend geworden. De titel werd daarom gewijzigd in Rood-Wit-Blauw. Na het afsluiten van de elektriciteit in oktober 1944 werd besloten om een dagelijks bericht uit te geven dat gestencild werd en een aanzienlijk grotere oplage had.